# Emil Hagedorn
Emil Hagedorn  war ein preußischer Kommunalbeamter und 1874 auftragsweise Landrat des Landkreises Düsseldorf.
Als Kreissekretär versah Hagedorn vom 5. Januar bis zum 12. Februar 1874 auftragsweise das Amt des Landrats des Landkreises Düsseldorf.

## Publikation
- Die preußische Klassensteuer von dem Königl. Kreissekretär E. Hagedorn, L. Schwann, Düsseldorf 1883